# 布哈里聖訓
布哈里聖訓（阿拉伯语：‎）是伊斯蘭教遜尼派的六大聖訓集之一，由穆斯林學者穆罕默德·伊本·伊斯梅爾·布哈里（810年－870年）輯錄，記載著先知穆罕默德生前的言行。大部分的遜尼派穆斯林認為這部聖訓是最重要的聖訓，是僅次於《古蘭經》之後最具權威的經典。

## 聖訓名稱
布哈里聖訓的標題全名是：《附有傳述世系的關於先知本人、先知言行及其時代的簡明權威聖訓》（al-Jaami' al-Sahih al-Musnad al-Mukhtasar min Umur Rasool Allah wa sunanihi wa Ayyamihi）

## 輯錄該聖訓的理由
布哈里發現當時的聖訓集混雜著真實的、良好的聖訓，還有不可靠的聖訓。這個現象促使他著手編輯真實性毫無可疑的聖訓。他的老師伊沙克·伊本·拉侯亞赫的一席話更是強化了他編輯聖訓的心願。布哈里說：「我們當時和伊沙克·伊本·拉侯亞赫在一起，他說：『但願你能夠輯錄一部記載先知真實話語的聖訓。』這句話我一直銘記在心，於是我便開始進行編輯的工作。」

## 外部連結
- （英文） 神聖電子書 （页面存档备份，存于）-布哈里聖訓
- （英文） 尋找真理 （页面存档备份，存于）-布哈里聖訓英譯本搜尋，穆罕默德·穆赫辛汗（英语：Muhammad Muhsin Khan）譯
- （英文） 伊斯蘭覺醒 （页面存档备份，存于）-探討伊瑪目布哈里與穆斯林的聖訓集